# Prínia alabarrada
La prínia alabarrada (Prinia familiaris) és una espècie d'ocell passeriforme del gènere prinia que pertany a la família Cisticolidae pròpia de les illes de Sumatra, Java i Bali.

## Descripció

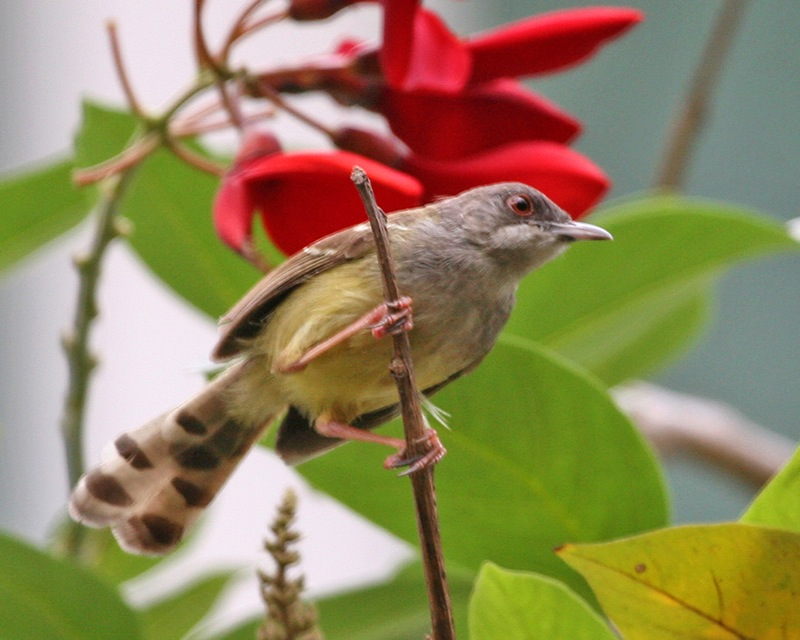
Foto de prínia alabarrada (Prinia familiaris), presa des d'un hotel prop de l'aeroport internacional de Soekarno-Hatta, Jakarta, Indonèsia

És un prínia d'aspecte característic, que fa uns 13 cm, inclosa la seva llarga cua i pesa entre 8-10 g. El plomatge del cap és gris excepte la gola que és blanca. El pit és grisenc o blanquinós i el ventre és groc. L'esquena i ales són de color castany i presenta dues llistes blanques a les ales que el caracteritzen. El carpó és groc i la cua és de color castany amb puntes negres i blanques. Les potes són ataronjades i el seu bec negre. Tots dos sexes tenen un aspecte similar. El cant és un repetitiu i agut chwiit-chwiit-chwiit.

## Distribució i hàbitat
Ocupa un ampli ventall d'hàbitats forestals a les illes de Sumatra, Java i Bali, des del manglar a nivell del mar fins al bosc de muntanya. També tolera els ambients modificats pels humans com les plantacions, els parcs i els jardins. La presència humana a la seva àrea de distribució és abundant i la seva capacitat per adaptar-se a les modificacions que suposen permet que no estigui amenaçat d'extinció.

## Comportament
La prínia alabarrada s'alimenta d'insectes. Busca aliment picant entre les fulles i altres superfícies del bosc, des del terra fins a la copa dels arbres. Fora de l'època de cria, es troba en grups amb altres espècies d'ocells, però durant l'època de cria és territorial tot i que l'època de cria està poc definida, produint-se principalment entre març i juny a Java, però pot criar durant tot l'any. Construeix nius allargats i coberts, penjats de les branques amb teles d'aranya, prop del terra, on pon entre dos i quatre ous.